# Regierung Stauning II
Die Regierung Stauning II (dän. regeringen Stauning II) unter Ministerpräsident Thorvald Stauning war vom 30. April 1929 bis zum 4. November 1935 die Regierung Dänemarks. Amtierender König war Christian X.
Die Regierung Stauning II war das 34. Kabinett seit der Märzrevolution und die erste von den Sozialdemokraten und Det Radikale Venstre gemeinsam gestellte Regierung. Sie bestand aus den folgenden Ministern:

## Kabinettsliste
| Ressort                                                | Name                | Partei               | Amtsperiode                                |
| ------------------------------------------------------ | ------------------- | -------------------- | ------------------------------------------ |
| Ministerpräsident                                      | Thorvald Stauning   | Socialdemokraterne   |                                            |
| Äußeres                                                | P. Munch            | Det Radikale Venstre |                                            |
| Finanzen                                               | C.V. Bramsnæs       | Socialdemokraterne   | bis zum 31. Mai 1933                       |
| Finanzen                                               | H.P. Hansen         | Socialdemokraterne   | ab dem 31. Mai 1933                        |
| Innenminister                                          | Bertel Dahlgaard    | Det Radikale Venstre |                                            |
| Justiz                                                 | C.Th. Zahle         | Det Radikale Venstre |                                            |
| Bildung                                                | F.H.J. Borgbjerg    | Socialdemokraterne   |                                            |
| Kirche                                                 | N.P.L. Dahl         | Socialdemokraterne   |                                            |
| Krieg und Marine (vereinigt als Verteidigungsminister) | Laust Rasmussen     | Socialdemokraterne   | bis zum 24. November 1932                  |
| Krieg und Marine (vereinigt als Verteidigungsminister) | H.P. Hansen         | Socialdemokraterne   | vom 24. November 1932 bis zum 31. Mai 1933 |
| Krieg und Marine (vereinigt als Verteidigungsminister) | Thorvald Stauning   | Socialdemokraterne   | ab dem 31. Mai 1933                        |
| öffentliche Arbeiten                                   | J.F.N. Friis-Skotte | Socialdemokraterne   |                                            |
| Landwirtschaft                                         | Kr.M. Bording       | Socialdemokraterne   |                                            |
| Industrie und Handel                                   | C.N. Hauge          | Socialdemokraterne   |                                            |
| Seefahrt und Fischerei                                 | Thorvald Stauning   | Socialdemokraterne   | bis zum 31. Mai 1933                       |
| Seefahrt und Fischerei                                 | C.N. Hauge          | Socialdemokraterne   | ab dem 31. Mai 1933 ad interim             |
| Soziales                                               | K. K. Steincke      | Socialdemokraterne   |                                            |

Das bereits zweimal eingeführte Sozialministerium wurde nun ein drittes Mal eingeführt, diesmal endgültig.

## Quelle
- Statsministeriet: Regeringen Stauning II